# Bathykurila zenkevitchi
Bathykurila zenkevitchi är en ringmaskart som först beskrevs av Uschakov 1955.  Bathykurila zenkevitchi ingår i släktet Bathykurila och familjen Polynoidae. Inga underarter finns listade i Catalogue of Life.